# Kisfaludy Károly (költő)
Kisfaludy Károly (Tét, 1788. február 5. – Pest, 1830. november 21.) költő, drámaíró, festő, a Magyar Tudományos Akadémia rendes tagja. A reformkori irodalmi élet fő szervezője, az Aurora szerkesztője, az Aurora-kör elindítója, a magyar novella egyik első meghonosítója. Kisfaludy Sándor öccse.
„Szülőföldem szép határa!
Meglátlak e valahára?
A' hol állok, a' hol megyek,
Mindenkor csak feléd nézek.
Ha madár jön, tőle kérdem,
Virulsz-e még szülőföldem!
Azt kérdezem a' felhőktől,
Azt a' suttogó szellőktől”.
(Szülőföldem szép határa! – részlet)

## Élete

### Ifjúsága
Kisfaludy Mihály (1743–1825) győri szolgabíró, és Sándorffy Anna (1755–1788) nyolcadik gyermeke, Kisfaludy Sándor költő legifjabb testvére. Keresztszülei gyömrei és teölvári Gyömörey László (1727–1796) kapitány és szentgyörgyi Horváth Ferencné nyírlaki Oszterhuber Anna (?–1794) úrnő voltak. Anyja a szülés következtében másnap meghalt, és a fiú később tíz évvel idősebb testvérnénje, kisbarnaki Farkas Gáborné Kisfaludy Teréz (1778–1830) gondozása alá került, akihez állandó szeretettel és hálával fordult. 1799-ben Győrbe ment a bencések gimnáziumába, ahol eleinte szorgalmasan tanult, de csakhamar elhanyagolta a tanulást, és a heves, dacos fiú egyszer az őt dorgáló tanára elé dobta tintatartóját, ezért megbuktatták.

### Katonai pályán

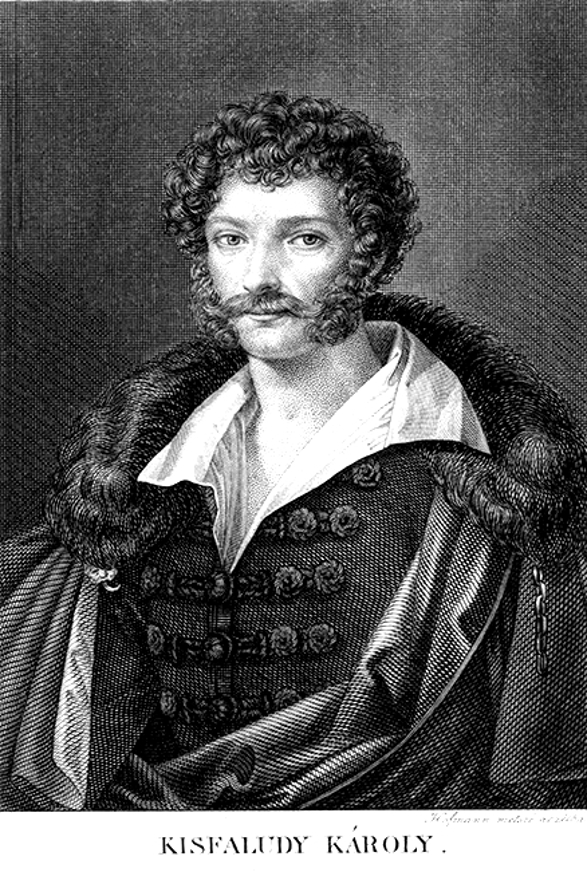
Kisfaludy Károly (1810)

A szigorú apa, akinek három testvére is hadi pályára lépett, ekkor kivette az iskolából, és a Győrött éppen megnyílt katonai nevelőintézetbe adta. Innen egy év múlva, 1804-ben Pestre került, ahol október 1-jén még mint kadét katonának állt. 1805. szeptember 1-jén zászlótartó lett; küzdött a Napóleon elleni csatákban, és részt vett a Caldierónál kivívott győzelemben. 1806-ban a Szerémségben határőrzésre volt kirendelve. 1809. február 16-án alhadnaggyá léptették elő, ezredével Jelasics hadosztályánál Münchenben állomásozott; május 25-én Leobennél harcolt és fogságba esett, de szerencsésen megszökött, hadosztályához visszamenekült, és még az év augusztus 23-án főhadnaggyá léptették elő. 1810-ben sűrűn társalgott Szemere Pállal, akivel 1805-ben Miskolcon kötött barátságot, Horvát Istvánnal és Vitkovics Mihállyal, akiknek egy kötet versét is megmutatta. Ekkor beleszeretett Heppler Katalinba, egy elszegényedett özvegyasszony leányába, s hogy elvehesse, ki akart lépni a hadseregből, de szigorú apja mindezt ellenezte.

### Vándorúton
Kisfaludy dacból 1811. augusztus 15-én a szolgálatból kilépett, s hazament Tétre, de felbőszült apja tudni sem akart róla. A kétségbeesett ifjú ekkor nevelőtestvérénél, Trézsinél keresett menedéket, aki már ekkor férjével, Farkas Gábor nyugalmazott kapitánnyal Vönöckön lakott. Ott töltött néhány nyugalmas hónapot, gyakorolta a rajzolást és a költészetet.
1812 februárjában elhagyta Vönöcköt, és Bécsbe készült, hogy a festészetben képezze tovább magát. Atyja nagykorú fiának szabad rendelkezésére bocsátotta Zala megyében fekvő anyai birtokrészét; ezt Sümegen lakó Boldizsár bátyjának elzálogosította, és visszatért Pestre, ahol Hepplernétől megtudta, hogy Katalin férjhez ment.
Bécsbe érve fájdalmát könnyelmű dorbézolásba ölte. Tanulmányait a művészeti akadémián pénzzavarai nehezítették, és négy hónap múlva már azon gondolkozott, hogy Oroszországba megy, ahol a festészetből remélt megélni. Pozsonyba utazott, de két hónap múlva ismét visszatért Bécsbe. Szorgalmasan dolgozott, hogy megélhessen, és különösen az arcképfestést művelte, majd a rézmetszést is megtanulta. Végül adósságai felszaporodtak, és ott maradását lehetetlenné tették. Három és fél éves bécsi tartózkodás után, ahol Körner Tivadar és Pichler Karolina német írókkal is megismerkedett, Itáliába ment; gyalog utazott és festészetből élt. 1816 nyarán már ismét Bécsben volt.
Honvágytól űzve 1817-ben Pozsonyba ment, ahol Ballus Pál barátja segítette, mivel sem Teréz nővére, sem Sándor bátyja közbenjárására nem békült meg édesapja. Úgy nyilatkozott, hogy amíg szolgálatba nem lép vagy meg nem házasodik, maga elé nem bocsátja; némi segítséget azonban Teréz útján adott neki.

### Hazatérése és festészete, első irodalmi próbálkozások

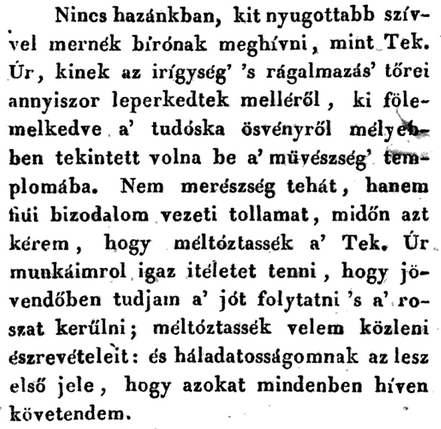
Részlet a Kazinczy Ferenchez 1820. március 15-én írt leveléből (in: Toldy Ferenc: Kisfaludy Károly élete. Buda, 1832. 19. old.)

Pestre ment tehát, ahol barátai tárt karokkal fogadták, s a Nemzeti Múzeum képtárőrévé akarták tenni, de a nádor nem nevezte ki állhatatlan természete miatt. Egy becsületes vargánál vett ki szállást a Magyar utcában, s akvarell tájképeket festett. Néha képei jól elkeltek, de többször titkon nyomorgott. Pénzsegélyt nem fogadott el barátaitól, akik ezért kölcsönadták neki a pénzt, és megvették a képeit. A festészettel hamar felhagyott és ezután Stáhly Ignác sebészprofesszornál anatómiát tanult. Eközben atyja 1818-ban megírta végrendeletét, és kitagadta a fiát, aki ekkor Győrbe utazott, hogy vele a kibékülést újra megkísérelje, de minden közbenjárás hiába volt, apja nem bocsátotta maga elé.
Pesten is inkább költő volt, mint festő; 1820 elején már 16 kész színdarabja volt. Eder György Székesfehérvárott játszó színtársulatának híre eljutott Pestre is; Kisfaludy A tatárokat előadásra átadta neki, s a darab 1819. április 18-án nagy hatást kiváltva színre került. Brunszvik Ferenc gróf, a pesti városi színház haszonbérlője meghívta a társaságot Pestre, és május 3-án itt is az ő darabjával nyitották meg előadásaikat. Ezután színművei egymás után kerültek színre. Az így nyert díszes erkölcsi állással javult anyagi állapota is. Előadott drámáit Kisfaludy nyomban ki is adta, s egy példány Bécsben Gaal György kezébe került, aki az első három megjelent darabját lefordította. Ekkor megismerkedett Helmeczy Mihállyal, és az ő révén a nyelvújítással; olvasta Kazinczy Ferenc munkáit, és egyike lett leghívebb követőinek. Barátai óvták a sebtiben való sok írástól, és ő ezt megfogadva lassabban haladt alkotásaiban, és régibb darabjait is részben átdolgozta.

### Az irodalmi élet szervezőjeként

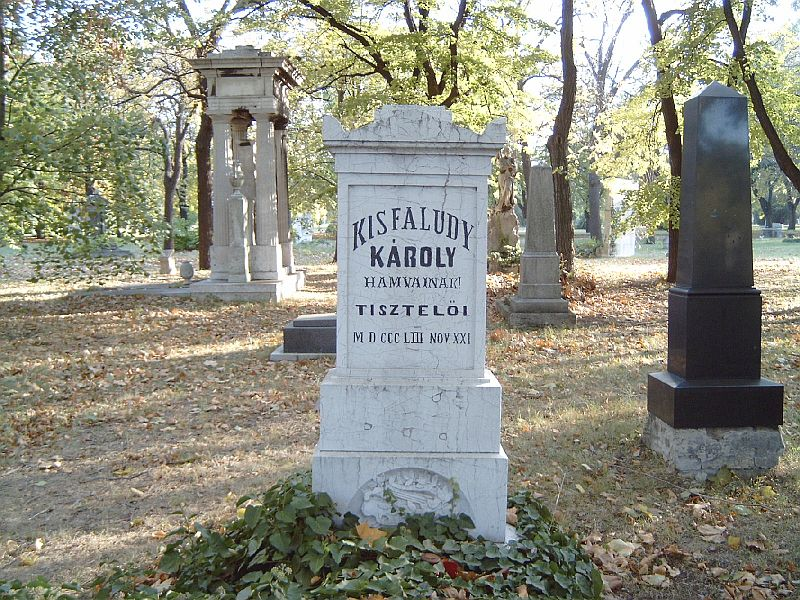
Kisfaludy Károly sírja Budapesten, Kerepesi temető: 29/2-1-1, a Gerenday-cég kivitelezésében

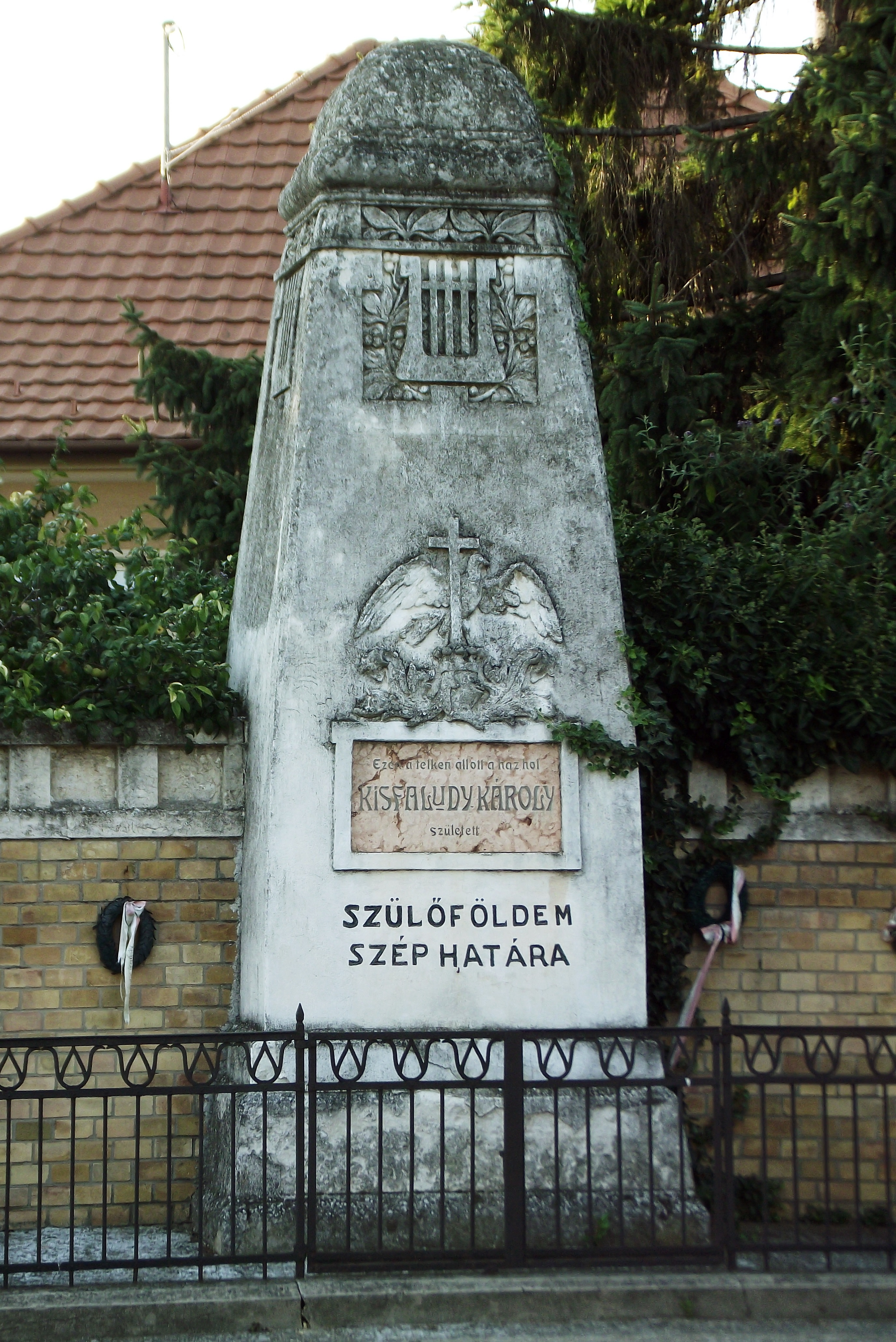
Kisfaludy emlékmű Téten, egykori szülőháza előtt

E pálya közepén megakasztotta őt az Aurora megalapítása, ami elvonta a színműírástól, amelyre hivatva volt. A kor kiválóságai és az ifjabb nemzedék is Kisfaludy eme új szépirodalmi közlönye köré gyűlt; Sándor bátyja a regéiért nyert Marczibányi-jutalmat ajánlotta föl, és Horváth István lelkesítésére más hazafiak is elegendő pénzt gyűjtöttek össze a vállalkozáshoz, mely 1822-ben indult meg. Ezért 1826-ban a Marczibányi-intézet a nagy jutalmat is neki ítélte oda.
A hosszas szenvedéseket és ínséget jobb sors váltotta fel; ehhez járult még, hogy soha meg nem békült, de testvérei által mégis némileg lecsillapított atyjától évenként kapott segítsége, s annak halálával 1826 óta téti birtoka őt kedvezőbb helyzetbe hozták, bár az ismételt megcsalatások, a jótékonysága, amellyel méltatlanok gyakran visszaéltek, az élvezetek kedvelése, a gazdálkodásban való gondatlansága, s végül becses képtárának költségei mellett időnként a pénzzavarok sem hiányoztak. De becsületre méltó jellemét semmi szenny nem érte, s ragyogó munkássága országos tisztelettel övezte. A festészettel ekkor sem hagyott fel, de abból nem szerzett vagyont, egyedül saját gyönyörűségére űzte. 1826-ban Kisfaludy Löffler orvosnál lakott, s utolsó szerelme az orvos leánya, Nina volt – de a zsidó lány nem akart vallásából kitérni, s a szeretők nem lettek törvényesen egymáséi.
Kisfaludy már ekkor az új irodalom feje és vezére volt; az irodalom központja sem Széphalom többé, hanem Pest. A vezér és társainak emlékét őrzi az Aurora-kör elnevezés. 1826 végén kritikai lapot akart kiadni, amely azonban csak halála után, Bajza József szerkesztésében jött létre. 1828-ban megismerkedett Széchenyivel, és a nagy államférfi eszméi és törekvései mély hatással voltak reá. Kulcsár 1828-ban meghalt, és Kisfaludy Széchenyivel együtt új politikai lapot tervezett, a Jelenkort, és 1829 végén az engedély kiadásáért a helytartótanácshoz fordult. 1830-ban alakította meg Széchenyi a Magyar Gazdasági Egyesületet, melynek titkárai Döbrentey és Kisfaludy lettek.
1829 végén beteg lett, de a következő év tavaszán egészsége kissé jobbra fordult; ekkor azonban tüdőbajt kapott. Amikor látszólag lábadozott, augusztusban Győrbe vitette magát szeretett Trézsijéhez, aki szintén nagybeteg volt; egy-két hét múlva ismét Pestre vitték. Baja súlyosbodott, de azért szervezte a Jelenkor szerkesztőségét, s dolgozott Csák Mátéján. Ekkor tudatták vele Trézsijének október 23-án történt halálát, és ez végkép megtörte. A Magyar Tudományos Akadémia éppen 1830. november 17-én megalakult Pozsonyban, és a nyelvtudományi osztályba őt választották meg helybeli első rendes tagnak. Ennek hírét már nem kaphatta meg, mert november 21-én vasárnap délután fél három órakor Váci utcai lakásán (a Kappel-házban, ahol később Heckenast Gusztáv könyvárus boltja volt) meghalt.
Bars és Bereg vármegye táblabírája is volt. A Magyar Tudományos Akadémián 1833. április 22-én Toldy Ferenc tartott fölötte emlékbeszédet. Emlékezetére alakult 1836-ban a Kisfaludy Társaság, amely mindig a halála utáni vasárnap tartotta közgyűlését.

## Művei
„Hősvértől pirosult gyásztér, sóhajtva köszöntlek,
…virúlj, gyásztér! a' béke malasztos ölében,
Nemzeti nagylétünk hajdani sírja Mohács!”
(Mohács – részlet)

### Irodalmi alkotások

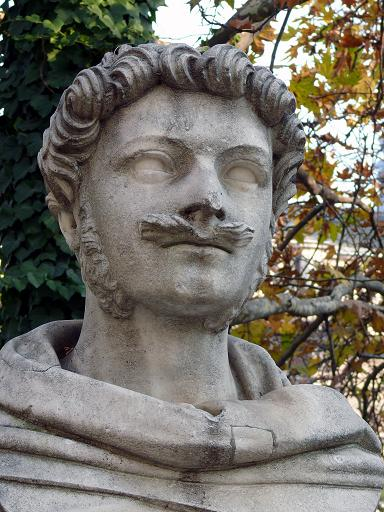
Kisfaludy Károly szobra a Magyar Nemzeti Múzeum kertjében (Ferenczy István alkotása, 1836)

A Kisfaludy család címere

- Hadi ének Olaszországban (1805, vers)
- A gyilkos (1808, szomorújáték, első drámája)
- A' tatárok Magyar országban; Trattner Ny., Pest, 1819
- Műfordítások (1812, német – magyar fordítások)
- A kérők (1817, vígjáték)
- Stibor vajda. Dráma; Trattner Ny., Pest, 1820
- A' pártütők; Trattner, Pest, 1820. Online
- Ilka vagy Nándor-Fehérvár be-vétele. Eredeti hazai drama négy fel-vonásban; Kir. Universzitás, Buda, 1819
- Kemény Simon. Eredeti hazai dráma két felvonásban; Trattner János Tamás, Pest, 1820
- Szécsi Mária vagy Murányvár ostromlása. Dráma; Trattner Ny., Pest, 1820
- Barátság és nagylelkűség (1820, színmű)
- Irene. Szomorújáték; Müller, Pest, 1820
- Aurora (1820-tól, zsebkönyv, évkönyv)
- A vérpohár (1822, elbeszélés)
- Tollagi Jónás Pesten (1822, elbeszélés)
- Barátság és szerelem (1822, elbeszélés)
- Sulyosdi Simon (1823, elbeszélés)
- Mit csinál a gólya? (1823, elbeszélés)
- Mohács (1824, elégia)
- Tihamér. Sok baj semmiért. Andor és Juci (1824, elbeszélések)
- Mátyás diák (1825, vígjáték)
- Kritikai jegyzetek (1826)
- Xéniák (1826, bökversek)
- A betegek (1826, vígjáték)
- Leányőrző (1826, színmű)
- Tollagi Jónás mint házas (1826, színmű)
- Kénytelen jószívűség (1827, vígjáték)
- Szeget szeggel (1827, vígjáték)
- Hűség próbája (1827, vígjáték)
- Csalódások (1828, vígjáték)
- Hős Fercsi (1828, elbeszélés)
- Nem mehet ki a szobából (1828, színmű)
- Három egyszerre (1829, vígjáték)
- Csák Máté (1830, tragédia)
- Kisfaludy Károly minden munkái, 1-10.; összegyűjt. Toldy Ferenc; Egyetemi Ny., Buda, 1831
- Kisfaludy Károly jelesebb vígjátékai; Kilián, Pest, 1843
- Kisfaludy Károly minden munkái; szerk. Schedel Ferenc; 2. teljesebb kiad.; Kisfaludy-Társaság, Pest, 1843 (Nemzeti könyvtár)
- Szeget szeggel. Vígjáték; a szerző életrajzi vázlatával, nyelvtani jegyz., toldalékkal és kis szótárral, középtanodák használatára kiad. Glatz Gyula; Steinhaussen Ny., Nagyszeben, 1852
- Tihamér. Regény; Heckenast, Pest, 1854
- Víg elbeszélések; Heckenast, Pest, 1856 (Vasárnapi könyvtár)
- Kisfaludy Károly minden munkái. 1-4.; szerk. Toldy Ferenc; 5. kiad.; Heckenast, Pest, 1859-1860
- Kisfaludy Károly versei; kiad. Toldy Ferenc; Franklin, Pest, 1860 (Magyar remekírók. Gyémántkiadás)
- Kisfaludy Károly válogatott munkái két kötetben, 1-2.; Heckenast, Pest, 1866
- Kisfaludy Károly válogatott munkái két kötetben, 1-2.; Franklin, Bp., 1882-1883
- A fösvény, vagy Nem mehet ki a szobából. Vígjáték; Gross, Győr, 1888 (Egyetemes könyvtár)
- Kisfaludy Károly összes művei. 1-4. köt.; bev. Horváth Cyrill; Magyar Könyvkiadó Intézet, Bp., 1899
- Szilágyi Mihály szabadulása; Lampel, Bp., 1901 (Magyar könyvtár)
- Kisfaludy Károly munkái, 1-2.; sajtó alá rend., bev. Heinrich Gusztáv; Franklin, Bp., 1905-1907
- Tollagi Jónás viszontagságai; ill. Kolozsvári Sándor; Tevan, Békéscsaba, 1920
- Kisfaludy Károly válogatott művei; vál., szöveggond., utószó, jegyz. Csetri Lajos; Szépirodalmi, Bp., 1980
- Kisfaludy Károly válogatott művei; vál., szöveggond., jegyz. Kerényi Ferenc; Szépirodalmi, Bp., 1983 (Magyar remekírók)
- Kisfaludy Károly válogatott drámái; szerk., vál. Kerényi Ferenc, szöveggond., utószó Fenyő István; Unikornis, Bp., 1999 (A magyar dráma gyöngyszemei)

### Festmények
- Ivóban

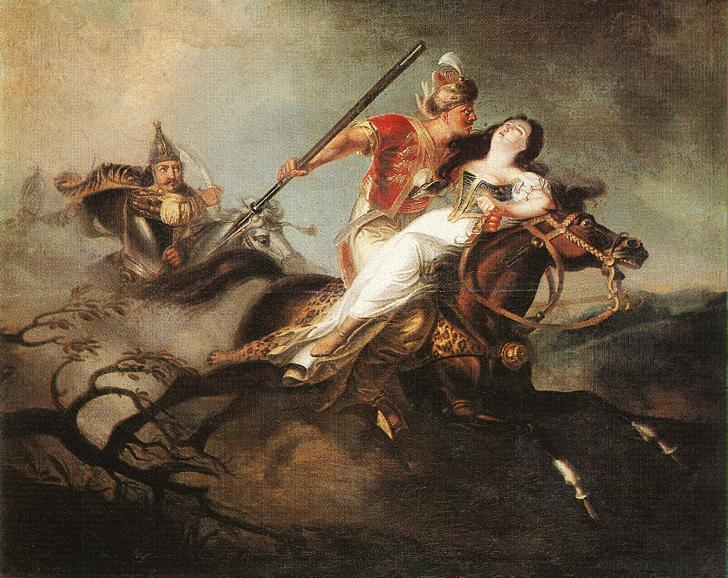
László király a cserhalmi ütközetben

- László király a cserhalmi ütközetben (1826-30)
- Éjjeli szélvész (1820-as évek)
- Tengeri vész (1820-as évek)

## Emlékezete
- Kisfaludy Károly – mellszobor, alkotója: Antal Károly, süttői mészkő, 1974, Tét, Kisfaludy Emlékház
- Kisfaludy Károly Megyei Könyvtár, Győr
- Kisfaludy Károly Gimnázium, Mohács
- Köztudott, hogy Jókai És mégis mozog a föld! című regényének főszereplőjét, Jenőy Kálmánt többek között Kisfaludy Károlyról mintázta.

## Szakirodalom
- Toldy Ferenc: Kisfaludy Károly élete; Egyetemi Ny., Buda, 1832. Online
- Erdélyi János: Kisfaludy Károly. Pályák és Pálmák. (1886)
- Bánóczi József: Kisfaludy Károly és munkái. I–II. (1882–1883)
- Szinnyei Ferenc: Kisfaludy Károly; Pallas, Bp., 1927 (Irodalomtörténeti füzetek)
- Speneder Andor: Kisfaludy Károly; Bécsi Collegium Hungaricum, Bp., 1930 (A Bécsi Collégium Hungaricum füzetei)
- Horváth János: Kisfaludy Károly és íróbarátai. (1955. ItTanulm 1. 1935-1936)
- Fenyő István: Az Aurora. Egy irodalmi zsebkönyv életrajza. (1955. ItFüz 4.)
- Szana Tamás: A két Kisfaludy; Aigner, Bp., 1876 (Magyar könyvesház) Online
- Peterdi József: Kisfaludy Károly és Iréné-je. Tanulmány; Hunyadi Mátyás Ny., Bp., 1880
- Bánóczi József: Kisfaludy Károly és munkái, 1-2.; Kisfaludy-Társaság, Bp., 1882-1883
- Kisfaludy Károly színművei; Gyulai Pál előadásai után kiad. Kiss Ernő; Kiss Ernő, s.l., 1891
- Télfy Iván: Kisfaludy Károly "Mohácsa" görögül; Akadémia, Bp., 1891 (Értekezések a nyelv- és széptudományok köréből)
- Győr Kisfaludynak. Emléklap Kisfaludy Károly szobrának leleplezése ünnepére; szerk. Ruschek Anta; Kisfaludy-Szoborbizottság, Győr, 1892
- Viszota Gyula: Fessler hatása Kisfaludy Károlyra; Athenaeum Ny., Bp., 1900
- Gaal Mózes: Kisfaludy Károly élete és költészete; Stampfel, Pozsony–Bp., 1900 (Nemzetünk nagy költői)
- Somogyi Béla: Kotzebue hatása Kisfaludy Károlyra; Muskát Ny., Bp., 1902
- Pécsi Jenő: A német Sturm és Drang dramaturgiai hatása Kisfaludy Károlyra; Szt. Bonaventura Ny., Kolozsvár, 1907
- Stefanie József: Kisfaludy Károly és Bolyai Farkas; szerzői, Bp., 1908
- Tordai Ányos: Kisfaludy Károly, Szilágyi Mihály szabadulása, Mátyás deák, Hűség próbája; s.n., Szeged, 1912 (Irodalmi segédkönyvek)
- Ágner Lajos: Kisfaludy Károly víg elbeszélései; s.n., Szeged, 1914 (Irodalmi segédkönyvek)
- Gálos Rezső: A Dunántúl a két Kisfaludy költészetében; Pallas, Bp., 1927 (Irodalomtörténeti füzetek)
- Horváth János: Kisfaludy Károly évtizede; Kókai Lajos, Bp., 1936 (Horváth János egyetemi előadásaiból)
- Horváth János: Kisfaludy Károly. Játékszíni és drámairodalmi előzmények. Katona drámaíró kortársai; Kókai Lajos, Bp., 1936 (Horváth János egyetemi előadásaiból)
- Kisfaludy Károly; Horváth János egyetemi előadásaiból; Kókai, Bp., 1936
- Lányi Ernő: Kisfaludy Károly; Egyetemi Ny., Bp., 1941
- Horváth János: Kisfaludy Károly és íróbarátai; Művelt Nép, Bp., 1955 (Irodalomtörténeti tanulmányok)
- Vayerné Zibolen Ágnes: Kisfaludy Károly. A művészeti romantika kezdetei Magyarországon; Akadémiai, Bp., 1973 (Művészettörténeti füzetek)
- Jenei Ferenc: Győr és régibb magyar irodalmunk emlékei; Kisfaludy Könyvtár, Győr, 1976 (Kisfaludy Károly Könyvtár füzetei)
- Z. Szabó László: A Kisfaludyak és kortársaik Győr és Tét vonzáskörében; [kiadásra előkész., kieg. Kovalovszky Miklós; Hazánk, Győr, 1994

### Művei
- Néhány festménye
- Kisfaludy Károly munkái (MEK)
- Kisfaludy Károly: A kérők (MEK)
- Összes költeménye a MEK lapjain

### Szakirodalom
- A magyar irodalom története III. rész
- Hegedüs Géza: A magyar irodalom arcképcsarnoka
- Magyar színházművészeti lexikon. Főszerk. Székely György. Budapest: Akadémiai. 1994.  ISBN 963-05-6635-4
- Benkő Krisztián: Intermedialitás, irónia, szinesztézia - 1822: Kisfaludy Károly és az Aurora
- Ruschek Antal (szerk.): Győr Kisfaludynak (MEK)
- Kisfaludy Károly, 1788-1830. Bibliográfia; összeáll. Róka Lászlóné; Kisfaludy Károly Megyei Könyvtár, Győr, 2005
- Kisfaludy Károly halálának 175. évfordulója. Emlékülés. Győr, 2005. november 22.; Győr-Moson-Sopron Megyei Múzeumok Igazgatósága, Győr, 2005
- A két Kisfaludy. Tanulmányok; szerk. Hansági Ágnes, Hermann Zoltán; Balatonfüred Városért Közalapítvány, Balatonfüred, 2016 (Tempevölgy könyvek)